# Storm Over Wyoming
Storm Over Wyoming è un film del 1950 diretto da Lesley Selander.
È un western statunitense con Tim Holt, Noreen Nash e Tom Keene.

## Produzione
Il film, diretto da Lesley Selander su una sceneggiatura di Ed Earl Repp, fu prodotto da Herman Schlom per la RKO Radio Pictures e girato nel Jack Garner Ranch (San Bernardino National Forest) e a Idyllwild, California, dal 20 luglio all'inizio di agosto 1949. Il titolo di lavorazione fu Range War.

## Distribuzione
Il film fu distribuito negli Stati Uniti dal 22 aprile 1950 al cinema dalla RKO Radio Pictures. È stato distribuito anche in Brasile con il titolo Aventuras Ciclônicas.

### Promozione
Le tagline sono:
- SIX-GUNS ROAR IN ROCKIES WARFARE!
- SHEEPMEN AND CATTLEMEN SHOOT IT OUT!
- Tim Cracks Down On Crooked Sheepmen... as feud lashes cattle country!
- TIM IN THE MIDDLE OF RANGE WAR FURY...and his guns better speak first!
- TIM BLASTS HIS WAY INTO TRIGGER-TROUBLE! Sheepmen vs. cattlemen in a feud-to-death...and no justice but the lyncher's rope!
- TIM'S TOP ACTION-THRILLER! He's the two-gun terror of the cattlemen-sheepmen feud!
- TIM CRACKS DOWN ON CROOKED SHEEPMEN... As Feud Lashes Cattle Country! YIPPEE! HERE'S TIM IN HIS NEW DANGER RAMPAGE! A new peak in high-speed thrills for your favorite Western star! Tim blasts his way right into the middle of the murderous sheepmen-cattlemen feud and finds himself trapped by lynch-law fury!